# Barrington Moore, Jr.
Barrington Moore, Jr. (* 12. Mai 1913; † 21. Oktober 2005) war ein US-amerikanischer Soziologe, Historiker und Politikwissenschaftler.
In seinem Hauptwerk über die Ursprünge von Demokratie oder Diktatur in der Moderne versuchte er zu verstehen, wie diese Wahl in ausgewählten Gesellschaften modelltypisch erfolgt ist. Wovon waren die Entwicklungen zu Demokratie, zur faschistischen oder zur kommunistischen Regierungsformen abhängig? Er schaute sich speziell an, auf welche Weise moderne und prämoderne Machtverhältnisse die Industrialisierung und Modernisierung der jeweiligen Agrarwirtschaften bestimmten und zur Entstehung einer der genannten Regierungsformen führten.
Moore hatte während des Zweiten Weltkrieges als politischer Analyst für die US-Regierung und das OSS gearbeitet. Von 1945 an lehrte er in Chicago und in Harvard Soziologie, von 1951 bis zu seiner Emeritierung wirkte er am Russian Research Centre der Harvard-Universität, seine ersten Veröffentlichungen galten der Sowjetunion. 1958 publizierte er ein Buch mit Essays, die den methodischen Ansatz der damaligen amerikanischen Soziologie in Frage stellten.
Barrington Moore war ein lebenslanger Freund seines alten Vorgesetzten beim OSS, Herbert Marcuse.

## Werke
- Soviet Politics – The Dilemma of Power: The Role of Ideas in Social Change, Harvard University Press, Cambridge, 1950.
- Terror and Progress, USSR: Some Sources of Change and Stability in the Soviet Dictatorship, Harvard University Press, Cambridge, 1954.
- Political Power and Social Theory: Six Studies, Harvard University Press, Cambridge, 1958. Erweiterte Ausgabe: Political Power and Social Theory: Seven Studies, Harper & Row, New York, 1965.
- B. M., Robert Paul Wolff, Herbert Marcuse: A Critique of Pure Tolerance, Beacon Press, Boston, 1965.
- Social Origins of Dictatorship and Democracy: Lord and Peasant in the Making of the Modern World, Beacon Press, Boston, 1966. (Spätere Auflagen: ISBN 0-8070-5073-3)
- Reflection of the Causes of Human Misery and on Certain Proposals to Eliminate Them, Beacon Press, Boston, 1972.
- Injustice: The Social Bases of Obedience and Revolt, M.E. Sharpe, White Plains, NY, 1978. ISBN 0-333-24783-3.
- Privacy: Studies in Social and Cultural History, M.E. Sharpe, Armonk, NY, 1983.
- Authority and Inequality under Capitalism and Socialism (Tanner Lectures on Human Values), Clarendon Press, Oxford, 1987.
- Moral Aspects of Economic Growth, and Other Essays (The Wilder House Series in Politics, History, and Culture), Cornell University Press, Ithaca, NY, 1993. ISBN 0-8014-3376-2
- Moral Purity and Persecution in History, Princeton University Press, Princeton, NJ, 2000. ISBN 0-691-04920-3.

Übersetzungen
- Zur Geschichte der politischen Gewalt. Drei Studien. Übers. von Hans H. Hildebrandt. Suhrkamp (edition suhrkamp, Nr. 187), Frankfurt a. M., 1964.
- Zusammen mit Robert Paul Wolff, Herbert Marcuse: Kritik der reinen Toleranz. Übers. von Alfred Schmidt. Suhrkamp (edition suhrkamp, Nr. 181), Frankfurt a. M., 1966.
- Soziale Ursprünge von Diktatur und Demokratie. Übers. von Gert H. Müller. Suhrkamp, Frankfurt a. M., 1969. ISBN 3-518-27654-9.
- Ungerechtigkeit. Übers. von Detlev Puls. Suhrkamp, Frankfurt 1982. ISBN 3-518-28292-1.